# Oprema motornog vozila
Oprema motornog vozila je jedan od tri osnovna dijela motornog vozila (uz šasiju i karoseriju).
U opremu motornog vozila spadaju:
- pokazivači smjera (tzv. žmigavci)
- zvučna signalizacija (tzv. sirena)
- brisači vjetrobranskih stakala s pripadajućim uređajima
- retrovizori (bočna i unutarnja ogledala)
- branici
- rezervni kotač
- mjerno-pokazni uređaji i instrumenti
- pribor i alat.

Ovo je osnovna oprema motornog vozila kod većine proizvođača motornih vozila. Ostala oprema koja nije navedena ovisi o proizvođaču motornog vozila kao i o državi i zakonima u kojoj motorno vozilo djeluje.